# 尤科斯
尤科斯石油公司（俄语：ОАО Нефтяна́я Компа́ния Ю́КОС）是俄羅斯一家已不存在的石油和天然氣公司，總部位於莫斯科。1990年代，俄羅斯政府實行債轉股方案，將尤科斯賣給了俄羅斯寡頭米哈伊爾·霍多爾科夫斯基經營的梅納捷普銀行。1996年至2003年期間，尤科斯是俄羅斯最大且最成功的一家公司，俄羅斯石油產量中有20%是該公司產出的。2004年的財富世界500大中，尤科斯位列世界第259名，其業主霍多爾科夫斯基也成為了俄羅斯首富。
2003年，霍多爾科夫斯基被捕，該公司因涉嫌逃稅而被強制解散，並於2006年8月宣佈破產。歐洲理事會議員大會譴責俄羅斯針對尤科斯及其業主的所作所為，認為這是出於政治動機且侵犯了人權 。